# Stunts
Stunts (ang. Wyczyny kaskaderskie) – gra komputerowa typu wyścigi, wyprodukowana przez Distinctive Software i wydana w październiku 1990 roku. W Europie grę wydawano pod tytułem 4D Sports Driving.

## Opis gry
Celem gracza jest dojechanie do mety toru wyścigowego w jak najkrótszym czasie, przy czym istnieje możliwość ścigania się na czas bądź współzawodnictwa z komputerowym przeciwnikiem – istnieje sześciu potencjalnych przeciwników reprezentujących sześć różnych poziomów trudności; można dla przeciwnika wybrać samochód, którym będzie się ścigał z graczem.
Tory wyścigowe w grze posiadają przeszkody utrudniające jazdę (np. kręte estakady, ostre zakręty czy tunele), a niektóre z nich umożliwiają wykonywanie sztuczek kaskaderskich (stąd tytuł), na przykład pętle, skocznie, rampy itd. Tory są ogrodzone barierą, posiadają również jeziora, rzeki, drzewa, wieżowce, stacje benzynowe etc. Istnieją trzy rodzaje nawierzchni: asfalt, szuter i lód. W grze jest zamieszczony również edytor, dzięki któremu gracz może wybudować swój własny tor.
Istnieje możliwość obejrzenia oraz zapisania powtórek. Są cztery kamery, z których można oglądać powtórki oraz wyścig.
Gra ma dość rozbudowaną, jak na czasy w których została wydana, grafikę 3D (bez teksturowania), której rozdzielczość wynosi 320×240 px.
Do wyboru gracza pozostaje 11 samochodów (można zmienić ich kolor):
- Audi Quattro Sport;
- Chevrolet Corvette ZR-1;
- Ferrari 288 GTO;
- Jaguar XJR-9;
- Honda NSX;
- Lamborghini Countach;
- Lamborghini LM002;
- Lancia Delta;
- Porsche 911;
- Porsche 962;
- Porsche March Indy.

## Wydania
Gra została pierwotnie wydana przez firmę Broderbund na rynek amerykański z przeznaczeniem na komputery PC.
W Europie, pod nazwą 4D Sports Driving, od 1991 roku grę wydawała firma Mindscape.
Istniały również wersje na inne typy komputerów: na Amigę (wydana przez Mindscape w 1992 roku), NEC PC-9801 oraz FM Towns (wydane przez Electronic Arts Victor w 1993 roku).

## Podobne gry
Klonem gry Stunts jest otwarta gra, Ultimate Stunts. Istnieją również gry podobne lub wzorowane na Stunts:
- Stunt Car Racer;
- Hard Drivin';
- Stunt Driver;
- TrackMania;
- Crashday;
- GripShift.